# Antonio de Almeida
 (mars 2024).
pour le compositeur portugais, voir Francisco António de Almeida, et pour le cavalier portugais, voir António de Almeida.
Antonio de Almeida (20 janvier 1928 – 18 février 1997) est un chef d’orchestre et musicologue  français d’ascendance américaine et portugaise.
Né Antonio Jacques de Almeida à Neuilly-sur-Seine, il était le fils d'un financier, le baron de Almeida Santos, originaire de Lisbonne. Sa mère, Barbara Tapper, était une Américaine originaire de Pasadena.

## Jeunes années
Enfant, il étudie le piano, fait preuve d’un grand talent musical (bien qu’il admît qu’il ne fut pas un pianiste exceptionnel). Au début des années 1940, il apprit à jouer de la clarinette seul en écoutant les enregistrements  de Benny Goodman et d’Artie Shaw. Quand sa famille s’installa à Buenos Aires, il étudia avec Alberto Ginastera. Il étudia la chimie à l’Institut de technologie du Massachusetts. Il y dirigea un orchestre d’élèves, et se rendit compte qu’il était plus intéressé par la musique que par la science. Son parrain, le pianiste Arthur Rubinstein le convainquit d’abandonner ses études scientifiques. Il s’inscrivit à l’Université Yale ,où il étudia la théorie musicale avec Paul Hindemith. Il obtint son diplôme en 1949. Il apprit la direction d’orchestre avec Serge Koussevitzky et Leonard Bernstein au Tanglewood Music Center, ainsi qu’avec George Szell.

## Direction d’orchestre
Il commença à diriger l’orchestre pour la Radio Portugaise à  Lisbonne  en 1949, et peu après, fut nommé à son premier poste à l’Orchestre symphonique de Porto. À cette période, il invita Sir Thomas Beecham à diriger l’orchestre. Il fut chef d’orchestre pour la Radio Portugaise de Lisbonne (1957-1960), puis pour le Philharmonique de Stuttgart  (1962–1964). Il travailla à l’Opéra de Paris (1965-1967). Il fut le principal chef invité du Houston Symphony (1969–1971) puis directeur musical de l’Orchestre philharmonique de Nice (1971–1978). Il devint le Directeur musical du Moscow Symphony Orchestra en 1993, poste qu’il conserva jusqu’à sa mort.
Ses débuts américains eurent lieu en novembre 1960, avec l’ouverture de la 8e saison de l’American Opera Society à New York, au Town Hall. Il dirigea la Symphony of the Air dans une version de concert de Orphée et Eurydice, de Christoph Willibald Gluck.  Le chroniqueur Harold C. Schonberg du New York Times écrivit à son sujet : « Il connaît son travail. Calme, non exubérant, capable, il a réalisé une exécution aussi belle qu’on pourrait le souhaiter ». Il écrivit aussi : « M. de Almeida est un chef à suivre ».

## Enregistrements
Il réalisa de nombreux enregistrements, se spécialisant dans les opéras français, comme Mignon, d’Ambroise Thomas et La Juive, de Jacques-Fromental Halévy. Il remit au répertoire des œuvres d’Ernest Chausson, Henri Duparc, et Jules Massenet, enregistra de la musique de ballet, des opéras de Gaetano Donizetti, Gioachino Rossini, et Giuseppe Verdi. Avec l’Orchestre symphonique de Moscou, il enregistra des œuvres pour orchestre de  Charles Tournemire, Henri Sauguet, et Gian Francesco Malipiero. Il enregistra pour de nombreux labels, dont Columbia, EMI, Erato, Naxos, Philips et RCA.

## Musicologie
Almeida s’intéressa aux œuvres de Jacques Offenbach dans les années 1950, et son autorité en ce domaine fut reconnue dans les années 1970. Il fit de nombreuses découvertes dont des arias jusque-là inconnues,  et le finale de La Grande-duchesse de Gérolstein. Il prépara des éditions des opéras d’Offenbach, et un catalogue thématique de ses œuvres qui resta inédit jusqu’à sa mort.
Il devint codirecteur artistique (avec H.C. Robbins Landon) de la Fondation Haydn en 1968. Sous les auspices de la fondation, il enregistra plusieurs symphonies de Joseph Haydn. Il publia aussi l’intégrale des symphonies de Luigi Boccherini pour Doblinger à Vienne.

## Vie privée
Antonio de Almeida épousa Lynn Erdman en 1953, mariage qui se finit par un divorce en 1988. Ils ont eu ensemble deux fils (Antonio de Almeida et Lawrence d'Almeida) et une fille (Cecilia Frachesen). Son fils Antonio travailla comme technicien du son pour les enregistrements de l’orchestre symphonique de Moscou.
Malgré son ascendance américano-portugaise, il était de nationalité française, et  resta citoyen français toute sa vie. Il parlait couramment six langues, et avait une bonne connaissance du latin et du grec.
Il mourut d’un cancer du foie et des poumons, le 18 février 1997 à 69 ans, au centre médical de l’Université de Pittsburgh.

## Distinctions
- Chevalier de la Légion d'honneur  (1976), puis Commandeur
- Ordre des Arts et des Lettres (1996)